# Motörhead Music
La Motörhead Music è un'etichetta indipendente inglese fondata negli anni 2010 dai Motörhead in collaborazione con l'etichetta tedesca Silver Lining Music Ltd..

## Storia
L'etichetta fu sostanzialmente fondata quando Lemmy Kilmister, Phil Campbell e Mikkey Dee, decisero che fosse ora che anche gruppi rock & roll meno noti avessero la propria occasione di essere adeguatamente promossi nella situazione musicale mondiale.
Nacque quindi l'idea della fondazione della Motörhead Music, grazie anche all'aiuto dell'allora chiamata UDR Music, e sotto lo stesso management della band stessa, ovvero la Singerman Entertainment di Todd Singerman.
Aiutare quindi gruppi emergenti ad avere una propria occasione è stato quindi uno dei motivi principali di tutto ciò, e nel 2014 finalmente i Motörhead scelsero le prime band da portare in tour con loro, ovvero Budderside e Others, esibitisi entrambi alla prima edizione della nota annuale crociera metal dei Motörhead, la Motörboat.
I punk greci Barb Wire Dolls insieme a Phil Campbell and the Bastard Sons sono tra le altre band presenti nel roster.